# گیوم موسو
گیوم موسو (به فرانسوی: Guillaume Musso) نویسنده قرن بیستم میلادی اهل فرانسه است. گیوم موسو در سال ۱۹۷۴ میلادی در فرانسه، در شهر آنتیب متولد شد. او از کودکی به کتاب و نمایش علاقه داشت و خیلی زود شروع به نوشتن کرد. وی در ۱۹ سالگی به آمریکا سفر کرد و پس از اقامتی چند ماهه به وطنش بازگشت و در حالی که در سرش ایده‌های زیادی داشت شروع به نوشتن کرد. در سال ۲۰۰۳ وی تصادفی شدید انجام داد که همین تصادف موجب شکل گیری رمان "و بعد" شد که در مورد مردی بود که از مرگ بازگشت. این رمان بیش از یک میلیون فروش در کشور فرانسه داشت و به ۲۳ زبان ترجمه شد. همچنین فیلمی با همین عنوان و برگرفته از این رمان در سال ۲۰۰۹ توسط گیلز بوردوز و با بازی جان مالکوویچ و اوانجلین لیلی ساخته شد. در سال ۲۰۰۹ گیوم موسو دومین نویسنده پرفروش و در سال ۲۰۱۱ سومین نویسنده پرفروش سال فرانسه شد. فروش رمان های موسو به یازده میلیون نسخه و ترجمه به ۳۴ زبان زنده دنیا نیز شده است.   در سال ۲۰۱۶ فیلم تو آنجا خواهی بود؟ بر اساس کتاب سال ۲۰۰۶ گیوم موسو در کشور کره جنوبی ساخته شد. وی از سال 2011 پرخواننده ترین نویسنده فرانسوی است. برادر او، ولانتن موسو هم نویسنده رمان های پلیسی است. 

## کتاب‌ها
- ۲۰۰۱ - اسکیدآمارینک
- ۲۰۰۴ - و بعد ... (نام فرانسوی: Et après)
- ۲۰۰۵ - نجاتم بده (نام فرانسوی: Sauve-moi)
- ۲۰۰۶ - تو آنجا خواهی بود؟ (نام فرانسوی: Seras-tu là?)
- ۲۰۰۷ - چونکه دوستت دارم (نام فرانسوی: Parce que je t'aime)
- ۲۰۰۸ - برای تو بر می‌گردم (نام فرانسوی: Je reviens te chercher)، این کتاب با نام در جستجوی تو با ترجمه مهدی بهنوش و توسط انتشارات ورجاوند به چاپ رسیده است.
- ۲۰۰۹ - من بدون تو چه هستم؟ (نام فرانسوی: Que serais-je sans toi ?) این کتاب با نام زندگی بدون تو با ترجمه مهدی بهنوش و توسط انتشارات ورجاوند به چاپ رسیده است.
- ۲۰۱۰ - دختر کاغذی (نام فرانسوی: La Fille de papier)
- ۲۰۱۱ - آوای فرشته (نام فرانسوی: L'Appel de l'ange)
- ۲۰۱۳ - هفت سال بعد ... (نام فرانسوی: sept ans après)
- ۲۰۱۳ - فردا (نام فرانسوی: Demain)
- ۲۰۱۴ - سنترال پارک این کتاب با ترجمه سعیده بوغیری توسط انتشارات البرز به چاپ رسیده است.
- ۲۰۱۵ - همین حالا (نام فرانسوی: L'instant présent)
- ۲۰۱۶ - دختری از بروکلین (نام فرانسوی: La Fille de Brooklyn)
- ۲۰۱۷ - آپارتمانی در پاریس(نام فرانسوی: Un appartement à Paris)
- ۲۰۱۸ - دختر جوان و شب(نام فرانسوی: La Jeune Fille et la Nuit)
- ۲۰۱۹ - زندگی پنهان نویسنده‌ها(نام فرانسوی: La  vie secrète des écrivains)
- ۲۰۲۰ - زندگی یک رمان است(نام فرانسوی: La vie est un roman)
- ۲۰۲۱ - ناشناس رود سِن(نام فرانسوی: L'Inconnue de la Seine)
- 2022- آنژلیک (نام فرانسوی: Angélique)

## جوایز
- Italy، جایزه رمان عاشقانه برتر در سال ۲۰۰۵ در شهر ورونا ایتالیا[۴]
- France، جایزه بهترین رمان سازگار با سینما در سال ۲۰۰۴[۵]
- شوالیه هنر و ادب در سال ۲۰۱۲